# Berknerův ostrov
Berknerův ostrov (anglicky: Berkner Island) je ledovcová vyvýšenina v Antarktidě. V místě je mělké mořské dno, které způsobuje zvednutí šelfového ledovce do výšky, nejde tedy formálně o ostrov, protože skalní podloží se nachází pod vodou. Trvale je neobydlený, celý zaledněný a po moři nedostupný. Je součásti Britského antarktického území (BAT), ale od roku 1940 si území, ve kterém ostrov leží, nárokuje také Argentina. Na tuto oblast se vztahuje Smlouva o Antarktidě, takže územní spor je pouze odsunut.

## Situace
Ostrov se nachází na jihu šelfového Weddellova moře, které je v těchto místech výrazně ovlivňováno studeným podnebím přicházejícím od jižního pólu, z hloubi antarktické pevniny. Je nepřetržitě obklopen a zcela přikryt Filchnerovým–Ronneové šelfovým ledovcem (z východu Filchnerovým, ze západu Ronneové). Jižní pobřeží je od antarktické pevniny vzdáleno asi 150 km, severní od volného moře průměrně 20 km, závisí na postupu ledovce.

## Historie
Pro své umístění uvnitř šelfového ledovce a prakticky trvalé ukrytí pevniny před lidskými zraky byl ostrov objeven až u příležitosti Mezinárodního geofyzikálního roku v říjnu 1957 americkou expedici kterou vedl kapitán Finn Ronne. Ostrov byl pojmenován po americkém fyzikovi jménem Lloyd Berkner, který se v létech 1928 až 1930 zúčastnil první antarktické expedice admirála Richarda Byrda. Nutno podotknout, že ostrov byl jako neobvyklý ledovcový útvar spatřen již v roce 1947, nebyl však tehdy považován za ostrov.

## Přírodní podmínky

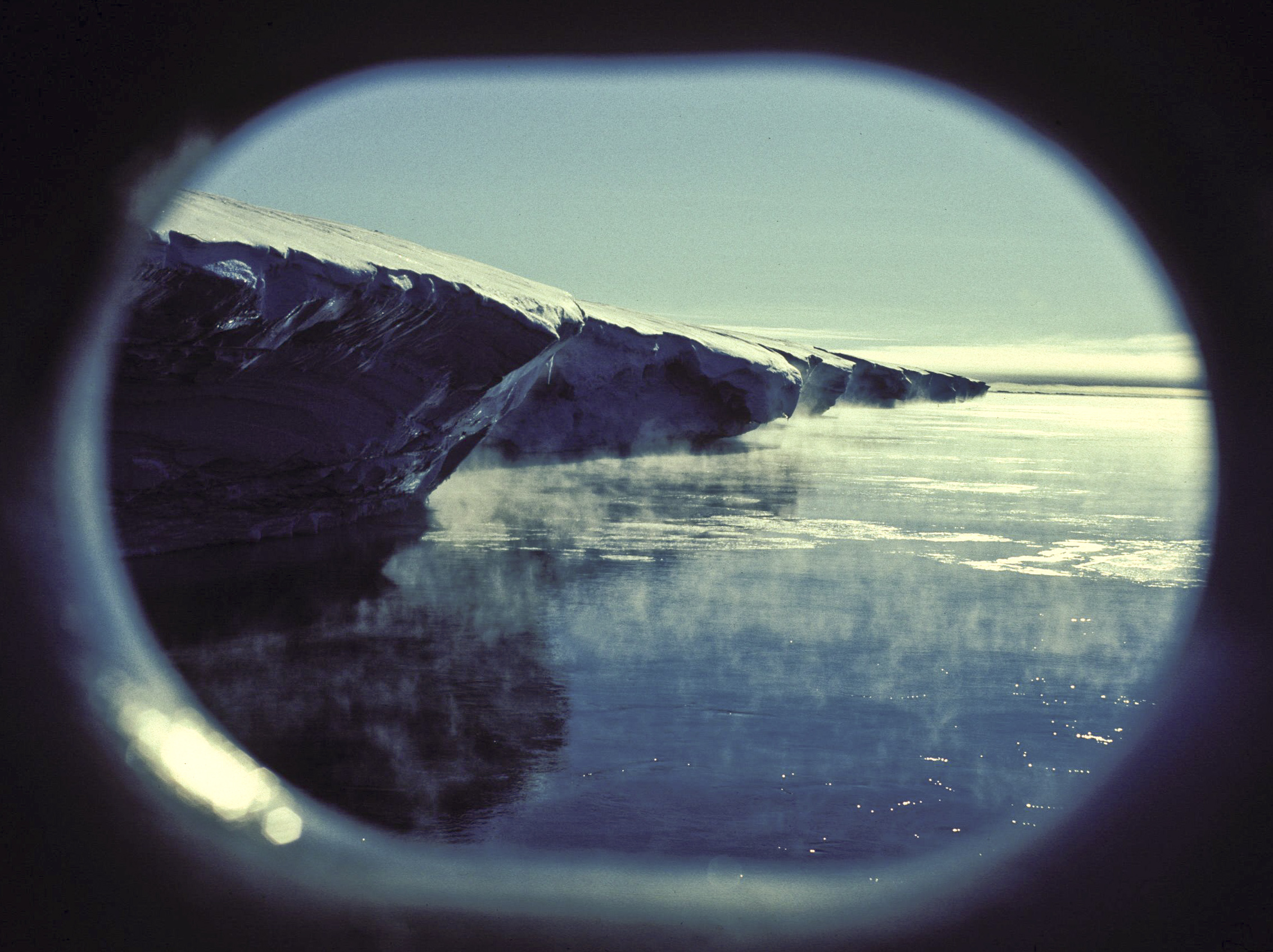
Okraj ledovce na severu ostrova

Pevnina ostrova podlouhlého tvaru, orientovaného zhruba podél 45,5 západního poledníku, má dvě zřetelné vyvýšeniny. Jednu na severu vysokou asi 698 m n. m. a pojmenovanou Reinwarthhöhe a druhou Thyssenhöhe o výšce 869 m na jihu ostrova. Na východní straně je pobřeží členěno do tří hlubších zátok a ze severu do pevniny zasahuje jedna, samozřejmě všechny jsou trvale pokryty ledem.
Průměrná roční teplota se na ostrově pohybuje okolo -25 °C, na severu je asi o 2 stupně tepleji než na jihu. Ročně na ostrově spadne ve formě sněhu asi 20 cm vody, nejvíce v tamních letních měsících, občas vanou silné mrazivé přízemní katabatické větry přicházející z pevniny.
Na ostrově není žádná vědecká základna. V minulých létech tam byly prováděny hloubkové vrty ledovců, bylo zjištěno jejich stáří od 700 do 1200 let. Ostrov je častým výchozím bodem polárních expedicí směřujících na jižní pól nebo přecházejících Antarktidu do oblasti Rossova moře.